# Que justice soit nôtre
Pour plus de détails, voir Fiche technique et Distribution.
Que justice soit nôtre est un thriller dramatique français réalisé par Jean-Pierre Delépine et Alix Bénézech, sorti en 2014.

## Fiche technique
- Titre : Que justice soit nôtre
- Réalisation : Jean-Pierre Delépine et Alix Bénézech
- Scénario : Jean-Pierre Delépine et Agnès Lopez-Vicenzi
- Photographie : Fabien Margnac
- Montage : Fabien Margnac
- Musique : Micheline Abergel et Adrien Zerbib
- Producteur : Jean-Pierre Delépine
- Production et distribution : Tous Seuls Production, Elisabeth Deshayes
- Pays d’origine :  France
- Genre : thriller dramatique
- Durée : 91 minutes
- Dates de sortie :
  -  France : 10 décembre 2014

## Distribution
- Alix Bénézech : Aline Lavalier
- Guy Amram : Daniel Lavalier
- Juliette Besson : Julie Lavalier
- Johan Libéreau : Yann
- Aude Forget : Zaina
- Jean-Pierre Cormarie : Michel Chaillot
- Aline Stinus : Sophie
- Eric Wagner : Bernard Boileau